# Gastroenterite emorragica del cane
La gastroenterite emorragica del cane è una malattia che coinvolge il cane.

## Eziologia
Si verifica nelle infezioni tossiche alimentari, nelle enterotossiemie da Clostridium perfringens e nella leptospirosi.

## Clinica
È una malattia che porta prostrazione, vomito e diarrea sanguinolenta e nerastra.